# Sea Gallantry Medal
La Sea Gallantry Medal è una decorazione civile inglese coniata per ricompensare quanti avessero salvato una vita in mare.

## Storia
Il Merchant Shipping Act del 1854 permise la coniazione di questa medaglia che venne concessa per la prima volta nel 1855. I primi riceventi della medaglia la ottennero per la loro "umanità", ovvero in occasioni dove vi era un lieve rischio di vita per il salvato, o per galanteria dove vi era un significativo rischio per la vita del salvato
La medaglia venne originariamente concessa nell'unica classe di bronzo, mentre dal 1974 venne introdotta la classe d'argento.

## Insigniti notabili
- Contrammiraglio Sir Christopher Cradock
- Luogotenente Max Horton – poi ammiraglio
- Capitano Edward Evans – poi ammiraglio
- Luogotenente Edward Fegen – poi commodoro
- Luogotenente John Jellicoe – poi grand'ammiraglio